# Cristal (sticlă)

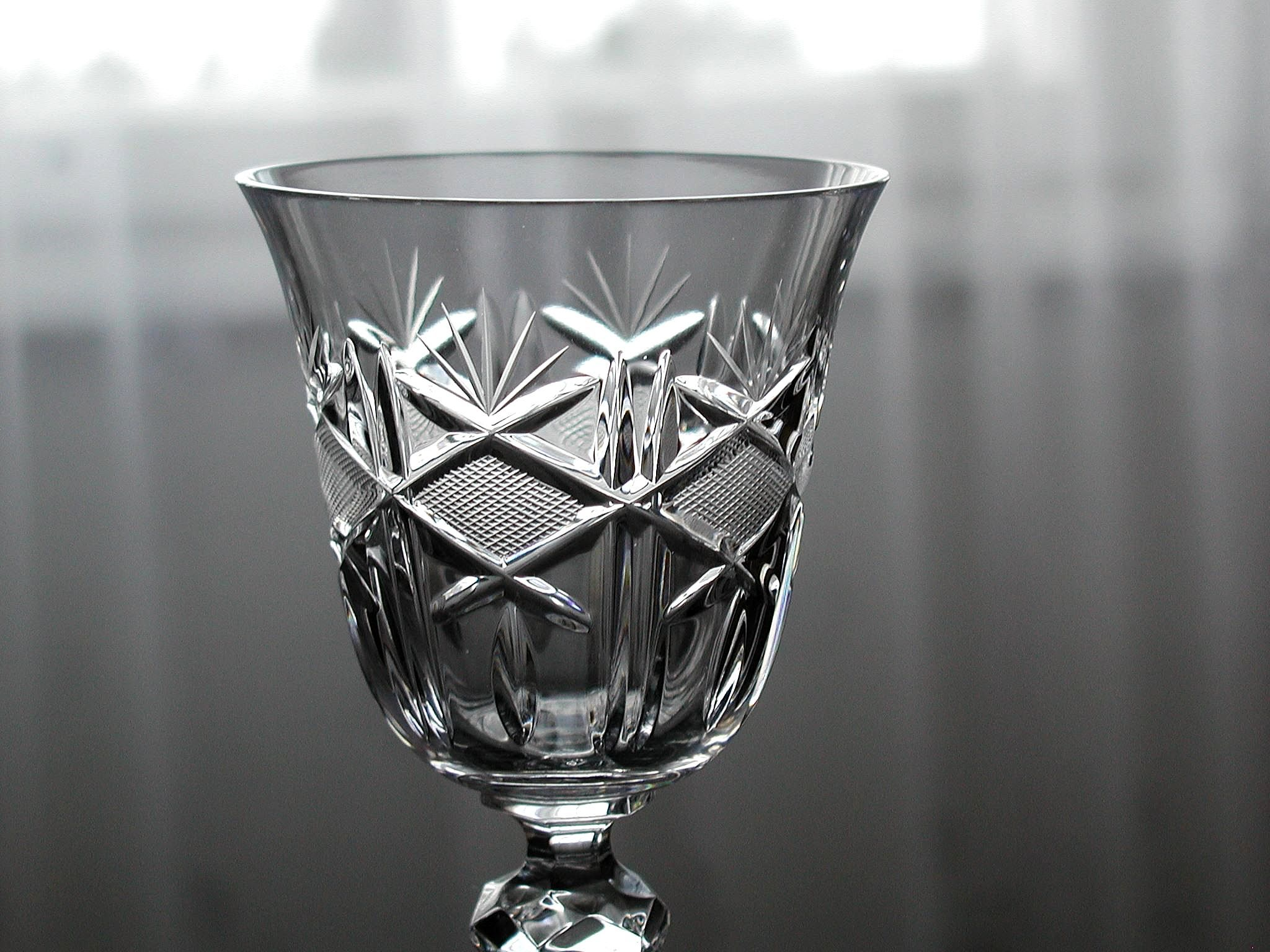
Un pahar realizat din cristal

Cristalul (numit mai rar și sticlă de plumb și în trecut cleștar) este o varietate de sticlă ce are spre deosebire de sticla obișnuită un conținut de plumb (în loc de calciu). Cristalul conține de obicei 18–40% oxid de plumb (II) (PbO) în procente de masă. Cristalul este apreciat datorită proprietăților sale decorative, fiind incoloră, transparentă și având de asemenea și o putere mare de refracție a luminii.

## Istoric
Tehnica adăugării oxidului de plumb în sticlă (în procent de 10 până la 30%) a fost la origine descoperită de George Ravenscroft în 1674, și a avut ca avantaje obținerea unei sticle cu un aspect îmbunătățit și proprietăți superioare.
Termenul de cristal nu este corect din punct de vedere tehnic, întrucât sticla este un solid amorf (deci fără structură cristalină). Totuși, termenul a rămas popular de-a lungul timpului datorită contextelor istorice și comerciale. Acesta a fost preluat de la cuvântul venețian cristallo, care era folosit pentru a descrie imitațiile de cristal de stâncă ce erau produse de sticlarii din Murano.